# Primärenergie

Primärenergieverbrauch pro Kopf

Primärenergie ist in der Energiewirtschaft die in noch nicht weiterverarbeiteten Energieträgern enthaltene Energie.

## Allgemeines
Primärenergieträger sind unter anderem Braunkohle, Erdgas, Erdöl, Kernbrennstoffe, Steinkohle, Torf und erneuerbare Energieträger. Primärenergie wird teilweise in Raffinerien aufbereitet oder in Kraftwerken in andere Energieformen gewandelt (Sekundärenergie). Die dem Verbraucher nach Umwandlungs- und Übertragungsverlusten und nach Abzug der stofflichen Verwertung letztendlich zur Verfügung stehende Kombination aus Primär- und Sekundärenergie heißt Endenergie. Beispielsweise wird Rohöl (Primärenergie) zu Heizöl und Kraftstoffen (Sekundärenergie) weiterverarbeitet. Für die Energieerzeugung aus erneuerbaren Energien wird der Primärenergiegehalt jeweils mit der erzeugten Endenergie gleichgesetzt (siehe Energiebilanz).
| Energie         | Definition                                                                    | Energieträger                                                          |
| --------------- | ----------------------------------------------------------------------------- | ---------------------------------------------------------------------- |
| Primärenergie   | Energie in ursprünglicher, noch nicht weiterverarbeiteter Form                | Erdgas, Erdöl, Kohle, Uran, aus erneuerbaren Quellen gewonnene Energie |
| Sekundärenergie | Energie in gewandelter Form: Fernwärme, Kraftstoffe, elektrische Energie      | Fernwärme, Kraftstoffe, elektrische Energie                            |
| Endenergie      | Primär- und Sekundärenergie in der dem Endenergieverbraucher gelieferten Form | Erdgas, Fernwärme, Kraftstoffe, elektrische Energie                    |

Die Umwandlungen und damit entstehenden Verluste sind in vielen Fällen nötig, da Primärenergieträger oft nicht direkt vom Verbraucher benutzt werden können. Ein Beispiel dafür wäre Uranerz, welches erst zu nutzbaren Kernbrennstoffen und dessen Energie in Kernkraftwerken in elektrische Energie umgewandelt wird, bevor sie zum Verbraucher gelangt. Manchmal ist eine Umwandlung auch sinnvoll, um z. B. den Energiegehalt des Energieträgers zu erhöhen, wie etwa bei der Trocknung oder Pyrolyse von Holz.

## Energiequellen

Entwicklung des Primärenergieverbrauchs

Als Primärenergiequellen kommen regenerative und nicht regenerative Energieträger in Frage. Derzeit werden im Wesentlichen folgende Energieträger genutzt:
| Energieart           | Primärenergiequellen |
| -------------------- | --- |
| Fossile Energie      | Steinkohle, Braunkohle, Torf, Erdgas, Erdöl |
| Kernenergie          | Kernspaltung und Kernfusion |
| Regenerative Energie | Sonnenenergie, Biomasse, Windenergie, Wasserkraft (einschließlich Gezeiten = Tidenhub, Wellenkraft = Wellenkraftwerk), Meeresströmung = Meeresströmungskraftwerk, Geothermie (Erdwärme) |

## Primärenergieverbrauch in der Energiebilanz

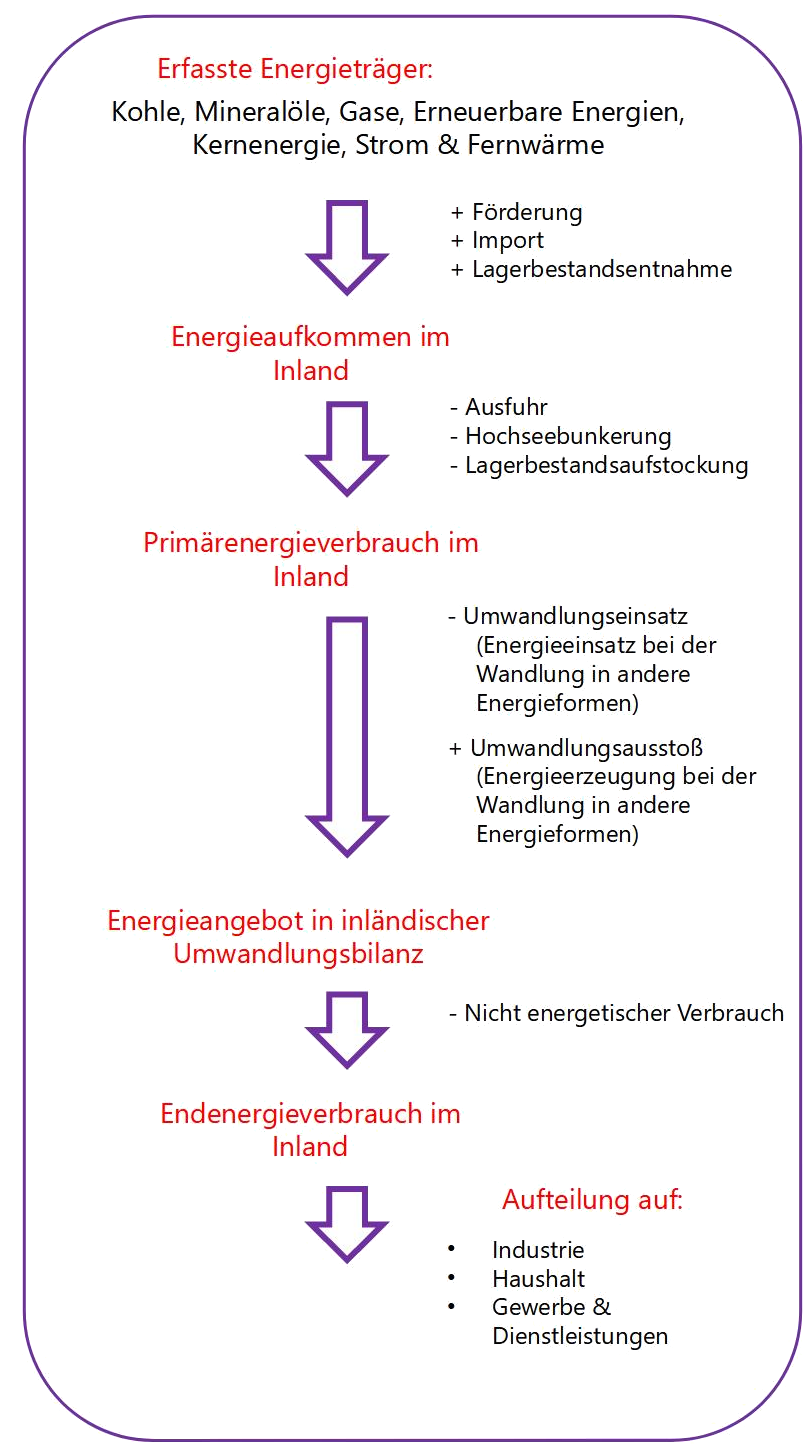
Aufbau einer Energiebilanz

Bestandteil einer volkswirtschaftlichen Energiebilanz ist der Primärenergieverbrauch (auch Primärenergiebedarf). Ist die Primärenergiegewinnung eines Landes geringer als der Primärenergieverbrauch, so muss die Differenz durch Importe gedeckt werden. Sowohl Deutschland als auch fast alle Länder der Europäischen Union sind Nettoimporteure von Primärenergie, insbesondere von Öl, Gas und Kohle. Die daraus resultierenden Monostrukturen führen zu Importabhängigkeiten, welche in einem Wirtschaftskrieg die Energiesicherheit gefährden können.
Primärenergie wird teilweise vor dem Verbrauch unter Verlust in Sekundärenergie gewandelt. In einer Energiebilanz wird für eine Volkswirtschaft in Tabellen oder als Flussdiagramm dargestellt, welche und wie viel Primärenergie nach Verlusten und Wandlungen in Sekundärenergie von welchen Branchen und Wirtschaftsteilnehmern wie verbraucht wird.
Während der Primärenergieverbrauch einer Volkswirtschaft an fossilen Rohstoffen direkt aus Importen, Einlagerungen und Lagerentnahmen ermittelt werden kann, wird der Primärenergieverbrauch an erneuerbaren Energien im Allgemeinen aus dem Endenergieverbrauch zurückgerechnet. Dabei wird von den meisten Ländern das Wirkungsgradprinzip angewendet, wonach der Endenergieverbrauch an Strom aus erneuerbaren Energien identisch dem entsprechenden Primärenergieverbrauch ist.

## Primärenergiebedarf nach Energieeinsparverordnung und Gebäudeenergiegesetz
Der Primärenergiebedarf eines Systems nach Gebäudeenergiegesetz (kurz: QP) umfasst im Gegensatz zum Primärenergiebedarf einer Volkswirtschaft im Sinne einer Energiebilanz zusätzlich zum eigentlichen Energiebedarf an einem Energieträger die Energiemenge, die durch vorgelagerte Prozessketten außerhalb der Systemgrenze bei der Gewinnung, Umwandlung und Verteilung des Energieträgers benötigt wird.
Zur Ermittlung der Energiebilanz des Gebäudes wird der entsprechende Energiebedarf unter Berücksichtigung der beteiligten Energieträger mit einem Primärenergiefaktor (PEF, fP genannt) – in der deutschsprachigen Schweiz ist auch der Endenergiefaktor in Gebrauch – multipliziert.
Die Primärenergie wird dabei in der Ökobilanzierung aufgeteilt in „Primärenergie erneuerbar“ und „Primärenergie nicht erneuerbar“. Diese Werte können wiederum aufgeteilt werden in „Stofflich gebunden“ und „Energetisch verbraucht“. Die Werte können zudem entsprechend ihrer Herkunft in „Herstellung“ und „Entsorgung“ differenziert werden.
In der Schweiz entspricht die «Graue Energie» der «Primärenergie nicht erneuerbar». Hier gibt es eine Liste generischer Bauprodukte, unter anderem mit der Angabe der Primärenergie, aufgeteilt in erneuerbar und nicht erneuerbar sowie in Herstellung und Entsorgung. Diese Indikatoren werden, leicht abweichend zu den EPD-Rechenregeln, nach EN 15804 berechnet. So wird bei Holz der untere Brennwert angewendet und bei GWP die biogene Kohlenstoffspeicherung nicht angerechnet.